# لیردز لندینگ (کالیفرنیا)
لیردز لندینگ (به انگلیسی: Lairds Landing) یک منطقهٔ مسکونی در ایالات متحده آمریکا است که در شهرستان مارین، کالیفرنیا واقع شده‌است. لیردز لندینگ ۱۱ متر بالاتر از سطح دریا واقع شده‌است.